# Млади вукодлак (ТВ серија из 2011)
Млади вукодлак (енгл. Teen Wolf) америчка је телевизијска серија коју је створио Џеф Дејвис за MTV. Темељи се на истоименом филму из 1985. године. Тајлер Поузи тумачи насловног лика, младог вукодлака који брани свој град у Калифорнији од мистичних створења и других претњи.
Приказивана је од 5. јуна 2011. до 24. септембра 2017. године, а састоји се од шест сезона. Добила је углавном позитивне рецензије критичара и освојила три награде Сатурн за најбољу серију за младе. Такође је освојила 13 Награда по избору тинејџера. Филмски наставак, Млади вукодлак: Филм, приказан је 26. јануара 2023. године.

## Радња
Млади вукодлак се врти око Скота Макола, средњошколца који живи у измишљеном калифорнијском граду Бикон Хилсу. Скот постаје вукодлак након што га је угризао алфа вукодлак ноћ пре друге године средње школе, чиме се драстично мења његов некада обичан живот. Приморан је да уравнотежи свој нови идентитет са свакодневним тинејџерским животом и помогне у заштити свог родног града, за који сазнаје да је епицентар мистичних активности.
Скот је на почетку серије релативно непопуларан и неатлетски грађени ученик који живи са својом самохраном мајком Мелисом, која ради као медицинска сестра у болници. Као вукодлак, развија повећане физичке способности и чула далеко изнад оних код обичног човека, али такође мора да контролише животињске инстинкте које чине појачани осећаји агресије и моћ пуног месеца.
Скот се заљубљује у нову ученицу Алисон Арџент, која потиче из породице ловаца на вукодлаке, чиме се бави и њен отац Крис Арџент. Скоту помажу у управљању новим животом његов најбољи пријатељ Стајлс Стилински, син шерифа Бикон Хилса, и вукодлак Дерек Хејл. Мистични догађаји око Бикон Хилса такође утичу на Лидију Мартин, популарну и интелигентну ученицу која открива да је банши, и Џексона Витемора, капитена школског тима за лакрос који се љути на пажњу коју добија Скот. Како долазе нове и већ виђене претње, Скоту се придружују вукојот Малија Тејт, кицуне Кира Јукимура и Скотов први бета вукодлак, Лијам Данбар.

## Улоге
- Тајлер Поузи као Скот Макол
- Кристал Рид као Алисон Арџент
- Дилан О’Брајен као Стајлс Стилински
- Тајлер Хочлин као Дерек Хејл
- Холанд Роден као Лидија Мартин
- Колтон Хејнс као Џексон Витемор
- Шели Хенинг као Малија Тејт
- Арден Чо као Кира Јукимура
- Дилан Спрејбери као Лијам Данбар
- Линден Ешби као шериф Ноа Стилински
- Мелиса Понцио као Мелиса Макол
- Џеј-Ар Борн као Крис Арџент

## Епизоде
| Сезона | Сезона | Епизоде | Епизоде | Оригинално емитовање | Оригинално емитовање | Гледаност (милиони) |
| Сезона | Сезона | Епизоде | Епизоде | Премијера            | Финале               | Гледаност (милиони) |
| ------ | ------ | ------- | ------- | -------------------- | -------------------- | ------------------- |
|        | 1.     | 12      | 12      | 5. јун 2011.         | 15. август 2011.     | 1,73                |
|        | 2.     | 12      | 12      | 3. јун 2012.         | 13. август 2012.     | 1,69                |
|        | 3.     | 24      | 12      | 3. јун 2013.         | 19. август 2013.     | 1,97                |
|        | 3.     | 24      | 12      | 6. јануар 2014.      | 24. март 2014.       | 1,97                |
|        | 4.     | 12      | 12      | 23. јун 2014.        | 8. септембар 2014.   | 1,61                |
|        | 5.     | 20      | 10      | 29. јун 2015.        | 24. август 2015.     | 1,05                |
|        | 5.     | 20      | 10      | 5. јануар 2016.      | 8. март 2016.        | 1,05                |
|        | 6.     | 20      | 10      | 15. новембар 2016.   | 31. јануар 2017.     | 0,47                |
|        | 6.     | 20      | 10      | 30. јул 2017.        | 24. септембар 2017.  | 0,47                |